# NFL 1940
Die NFL-Saison 1940 war die 21. Saison der National Football League. Als Sieger aus dieser Saison gingen die Chicago Bears hervor.

## Änderungen
Zur Saison 1940 benannte Art Rooney die Pittsburgh Pirates in Pittsburgh Steelers um. Im Dezember 1940 verkaufte er das Franchise an Alexis Thompson und erwarb selbst die Hälfte der Philadelphia Eagles. Vor Beginn der nächsten Saison tauschten Rooney und Thompson die Spielorte und die NFL-Rechte der beiden Mannschaften. Somit wurden ab 1941 aus den Eagles die Steelers und aus den Steelers die Eagles.

## Regular Season
| Eastern Division    | Eastern Division | Eastern Division | Eastern Division | Eastern Division | Eastern Division | Eastern Division |
| Team                | S                | N                | U                | SQ 1             | P+               | P−               |
| ------------------- | ---------------- | ---------------- | ---------------- | ---------------- | ---------------- | ---------------- |
| Washington Redskins | 9                | 2                | 0                | 0,818            | 245              | 142              |
| Brooklyn Dodgers    | 8                | 3                | 0                | 0,727            | 186              | 120              |
| New York Giants     | 6                | 4                | 1                | 0,600            | 131              | 133              |
| Pittsburgh Steelers | 2                | 7                | 2                | 0,222            | 60               | 178              |
| Philadelphia Eagles | 1                | 10               | 0                | 0,091            | 111              | 211              |

| Western Division  | Western Division | Western Division | Western Division | Western Division | Western Division | Western Division |
| Team              | S                | N                | U                | SQ               | P+               | P−               |
| ----------------- | ---------------- | ---------------- | ---------------- | ---------------- | ---------------- | ---------------- |
| Chicago Bears     | 8                | 3                | 0                | 0,727            | 238              | 152              |
| Green Bay Packers | 6                | 4                | 1                | 0,600            | 238              | 155              |
| Detroit Lions     | 5                | 5                | 1                | 0,500            | 138              | 153              |
| Cleveland Rams    | 4                | 6                | 1                | 0,400            | 171              | 191              |
| Chicago Cardinals | 2                | 7                | 2                | 0,222            | 139              | 222              |

## NFL Championship Game
Das Championship Game fand am 8. Dezember 1940 statt. Die Chicago Bears besiegten die Washington Redskins im Griffith Stadium von Washington, D.C. vor 36.034 Zuschauern mit dem Rekordergebnis von 73:0.